# Leipzig
Leipzig njemački izgovor [▶] je grad u Njemačkoj. S 510.651 stanovnika (2008.) drugi je najveći grad njemačke savezne pokrajine Saske nakon Dresdena.
Hrvatski (i slavenski općenito) naziv za taj grad je Lipsko.

## Povijest
Leipzig se prvi puta spominje 1015., a gradom je proglašen 1165., te je smatran trgovačkim središtem. Leipziški je sajam bio jedan od najpoznatijih srednjovjekovnih sajmova. 1409. je u gradu osnovano sveučilište, te je grad postao središte prava i izdavaštva. U Leipzigu je 1646. rođen matematičar Gottfried Leibniz koji je pohađao sveučilište od 1661. do 1666.
Kod Leipziga se 1813. odvijala bitka poznata pod nazivom Bitka naroda koja je okončala Napoleonov pohod na Europu. U čast tome je 1913. podignut spomenik. 1839. je izgrađena prva željeznica koja vodi prema Dresdenu, te je postala čvor za cijelu Srednju Europu. Izgrađena je i zgrada glavnog željezničkog kolodvora koja po površini ima najveći terminal u Europi.
Grad je bio centar njemačkog liberalizma. Prva njemačka radnička stranka (Allgemeiner Deutscher Arbeiterverein, ADAV) osnovana je 23. svibnja 1863., a osnivač joj je bio Ferdinand Lassalle. Ljudi iz svih krajeva Njemačke (oko 600 radnika) došli su novom željezničkom linijom da bi prisustvovali osnivanju.
Gradonačelnik Carl Friedrich Goerdeler žestoko se odupirao širenju nacizma. Nakon što je 1937. smijenjen, uništen je kip Felixa Mendelssohna i počelo je širenje nacističke ideologije. Jedna od najznačajnijih građevina, Leipziška sinagoga u maurskom stilu iz 1855., potpuno je uništena za vrijeme "Kristalne noći" 1938. Pored toga, grad je dosta uništen i u savezničkom bombardiranju za vrijeme Drugog svjetskog rata. Grad je 20. travnja 1945. (na Hitlerov 56. i posljednji rođendan) oslobodila 69. američka pješačka divizija. Nekoliko mjeseci kasnije, Amerikanci prepuštaju grad Crvenoj armiji u skladu s prethodno dogovorenim zonama okupacije. Leipzig zatim postaje jedan od većih gradova Njemačke Demokratske Republike.
Godine 1989., nakon molitve za mir u crkvi Svetog Nikole, takozvanim "demonstracijama ponedjeljkom", počinju masovni protesti protiv komunističkog režima sa zahtjevima za ujedinjenje sa Zapadnom Njemačkom. Leipzig je bio grad-kandidat za održavanje Ljetnih olimpijskih igara 2012. godine, ali nije ušao u uži izbor.

## Zemljopis
Leipzig je smješten u istočnom dijelu Njemačke, u pokrajini Saskoj. Reljef je nizinski (dio Pribaltičke nizine). Kroz grad teče rijeka Bijeli Elster (Weiße Elster) koja se ulijeva u rijeku Saale. Oko grada ima mnogo jezera (najveće je Cospudener See). Južno od grada je prostor s brojnim jezerima nazvan Leipziger Land. Grad je značajno prometno čvorište (dobro je povezan s Berlinom i Dresdenom). Klima je umjerena, ali se grad nalazi u prijelaznom prostoru oceanske (s mnogo padalina) i kontinentalne klime (s manje padalina).

## Znamenitosti
Najznačajnija je crkva sv. Tome (Thomaskirche) u kojoj je kao kantor radio Johann Sebastian Bach. Spomenik Bitke naroda najveći je spomenik u Europi. Značajne su stara i nova zgrada gradske vijećnice. Leipzig ima mnogo šumskih prostora unutar grada i botanički vrt je najstariji u Njemačkoj. Glavni željeznički kolodvor jedan je od najvećih u Europi.

## Poznate osobe
- Johann Sebastian Bach - njemački skladatelj
- Gottfried Leibniz - njemački filozof, matematičar, fizičar i diplomat
- Richard Wagner - njemački skladatelj, dirigent i reformator opere
- Walter Ulbricht - njemački političar i državnik
- Kristin Otto - njemačka plivačica, šesterostruka olimpijska pobjednica
- Karl Liebknecht - njemački političar
- Hanns Eisler - njemački skladatelj
- Johann Christian Bach - njemački skladatelj
- Silke Hörner - istočnonjemačka plivačica
- Till Lindemann - njemački glazbenik

## Vanjske poveznice
- Službena stranica (njem.) (engl.) (fr.) (šp.) (polj.)
- Leipziški velesajam (njem.) (engl.) (češ.) (rus.) (polj.) (tal.) (fr.) (kin.)
- Povijesne fotografije Leipziga  Arhivirana inačica izvorne stranice od 25. lipnja 2006. (Wayback Machine) (njem.) (engl.)

### Ostali projekti
|  | Zajednički poslužitelj ima još gradiva o temi Leipzig |

- Leipziški velesajam
- Augustusplatz
- Spomenik Bitke naroda
- Leipzig Plagwitz
- Mädlerpassage
- Oper Leipzig
- Spomenik njemačkom književniku Goetheu